# Абу-Бакар, Ахмедхан
Ахмедха́н Абу-Бака́р (настоящие имя и фамилия — Ахмедхан Абакарович Абакаров) (12 декабря 1931 — 23 октября 1991) — даргинский писатель, публицист, сценарист, первый даргинский профессиональный драматург. Народный писатель Дагестанской АССР (1969).

## Биография
Родился 12 декабря 1931 года в селе Кубачи. По национальности — даргинец . Окончил Литературный институт им. М. Горького (1956) и сценарные курсы при Главкинематографии СССР в Москве. Работал сотрудником редакции республиканской газеты «Ленинское знамя», редактором даргинского выпуска альманаха «Дружба», ответственным секретарём правления Союза писателей Дагестана, редактором республиканской газеты «Ленинское знамя».
Дебютировал как поэт (сборник стихов «Зарево», 1954, поэма «Горькое сказание», 1955).
Получил известность как автор повестей и пьес из жизни современного Дагестана. Повесть «Даргинские девушки» (1958) была переведена на русский, французский, английский, немецкий, испанский, польский языки.
Писал также для детей: книга рассказов «Дедушка Хабибула из Долины садов» (1966), пьеса «Нур-Эддин — золотые руки» (1964).
Член Союза писателей СССР с 1957 года. Член Союза кинематографистов СССР с 1978 года. Член Союза журналистов СССР с 1980 года.

## Награды и звания
- Орден Трудового Красного Знамени
- Орден Дружбы Народов
- Орден «Знак Почёта» (04.05.1960)
- Народный писатель Дагестанской АССР (1969)
- Республиканская премия им. Сулеймана Стальского

## Основные произведения

### Романы
- «Пора красных яблок» (1972)
- «Манана» (1989)

### Повести
- «Темир-Булат» (1957)
- «Памятник у дороги» (1958)
- «Даргинские девушки» (1958)
- «Чегери» (1963)
- «Медовые скалы» (1964)
- «Ожерелье для моей Серминаз» («Ожерелье годекана», 1965)
- «Снежные люди» (1966)
- «Исповедь на рассвете» (1969)
- «Браслет с камнями» (1970)
- «Тайна рукописного корана» (1971)
- «Белый сайгак» (1973)
- «Солнце в Гнезде орла» (1975)
- «Девушка из крепости» (1975)
- «В ту ночь, готовясь умирать…» (1976)
- «Уроки русского…» (1981)
- «Два месяца до звонка» (1981)
- «Опасная тропа» (1983)
- «Мама, зажги солнце» (1983)
- «Паганини из Харбука» (1986)

### Драматургия
- «Люди в бурках» (1959)
- «Нур-Эддин — золотые руки» (1964)

### Сказки
- «Дедушка Хабибула из Долины садов» (сборник, 1966)
- «Сказка о Долине садов, о дедушке Хабибулле и его глиняных куклах» (перевод с даргинского Юрия Коваля; 1974)

### Поэзия
- «Зарево» (сборник, 1954)
- «Горькое сказание» (поэма, 1955)
- «Любви бирюзовый цвет» (сборник, 1982)

## Экранизации
По сценариям Абу-Бакара и по мотивам его произведения сняты следующие фильмы:

### Художественные
- «Тучи покидают небо», СССР, Свердловская к/ст, 1959. Драма, мелодрама.
- «Адам и Хева», СССР, Мосфильм, 1969, цв., 71 мин. Комедия.
- «Ожерелье для моей любимой», СССР, Грузия фильм, 1971, цв., 75 мин. Комедия.
- «Гепард», СССР, 1979.
- «Снежная свадьба», СССР, Киностудия им. А. П. Довженко, 1980. Мелодрама, музыкальный фильм.
- «Чегери», СССР, Северо-Осетинская студия телефильмов, 1980. Драма.
- «Радуга семи надежд», СССР, Узбекфильм, 1981. Сказка.
- «Пора красных яблок», СССР, Свердловская киностудия, 1972. Музыкальная комедия.
- «Загадка кубачинского браслета», СССР, Северо-Осетинская студия телефильмов, 1982.
- «Тайна рукописного Корана», СССР, Владикавказтелефильм, 1990. Драма, исторический фильм.

### Анимационные
- «Сладкий родник» — мультфильм, СССР, «Союзмультфильм», 1982.